# Daniel Huygens
 (août 2021).
Si vous disposez d'ouvrages ou d'articles de référence ou si vous connaissez des sites web de qualité traitant du thème abordé ici, merci de compléter l'article en donnant les références utiles à sa vérifiabilité et en les liant à la section « Notes et références ».
Daniel Huygens, né le 31 août 1949 et décédé le 5 mars 2014, est un député wallon du Front National, élu dans l'arrondissement de Charleroi, du 13 juin 2004 au 7 juin 2009.

## Biographie
Il a été élu président du Front national par le Bureau politique de ce parti, le 1er décembre 2008,,. Il s'est personnellement, et en sa qualité de président du parti, et au nom du FN, prononcé en faveur de la défense des Droits de l'Homme.
Daniel Huygens, après son échec personnel à Charleroi aux élections régionales de juin 2009 et la déroute du FN aux élections législatives anticipées de juin 2010, a, logiquement, démissionné de sa fonction de président du parti.
Daniel Huygens ne fait pas partie du nouveau bureau politique du FN, réunifié.
En 2011, avec quelques amis, il crée un parti dont l'existence sera éphémère. En juin 2012, il rejoint DN (Démocratie Nationale) présidée par Patrick Cocriamont, un parti qui se démarque de la FNW.

## Sources
1. ↑  L'ex-président du FN Daniel Huygens tué par un automobiliste sur un passage pour piétons à Corbais: "Quelqu'un a tué mon mari", dans La Capitale, 7 mars 2014
2. ↑  Daniel Huygens élu à la tête du FN, dans Le Soir, 1er décembre 2008
3. ↑  Daniel Huygens, nouveau président du FN, dans 7sur7.be, 1er décembre 2008
4. ↑  Daniel Huygens, nouveau président du FN, dans Actu24.be, 1er décembre 2008
5. ↑  Le Front National respecte et défend les Droits de l'Homme, 10 décembre 2008